# Augusta H. Teller

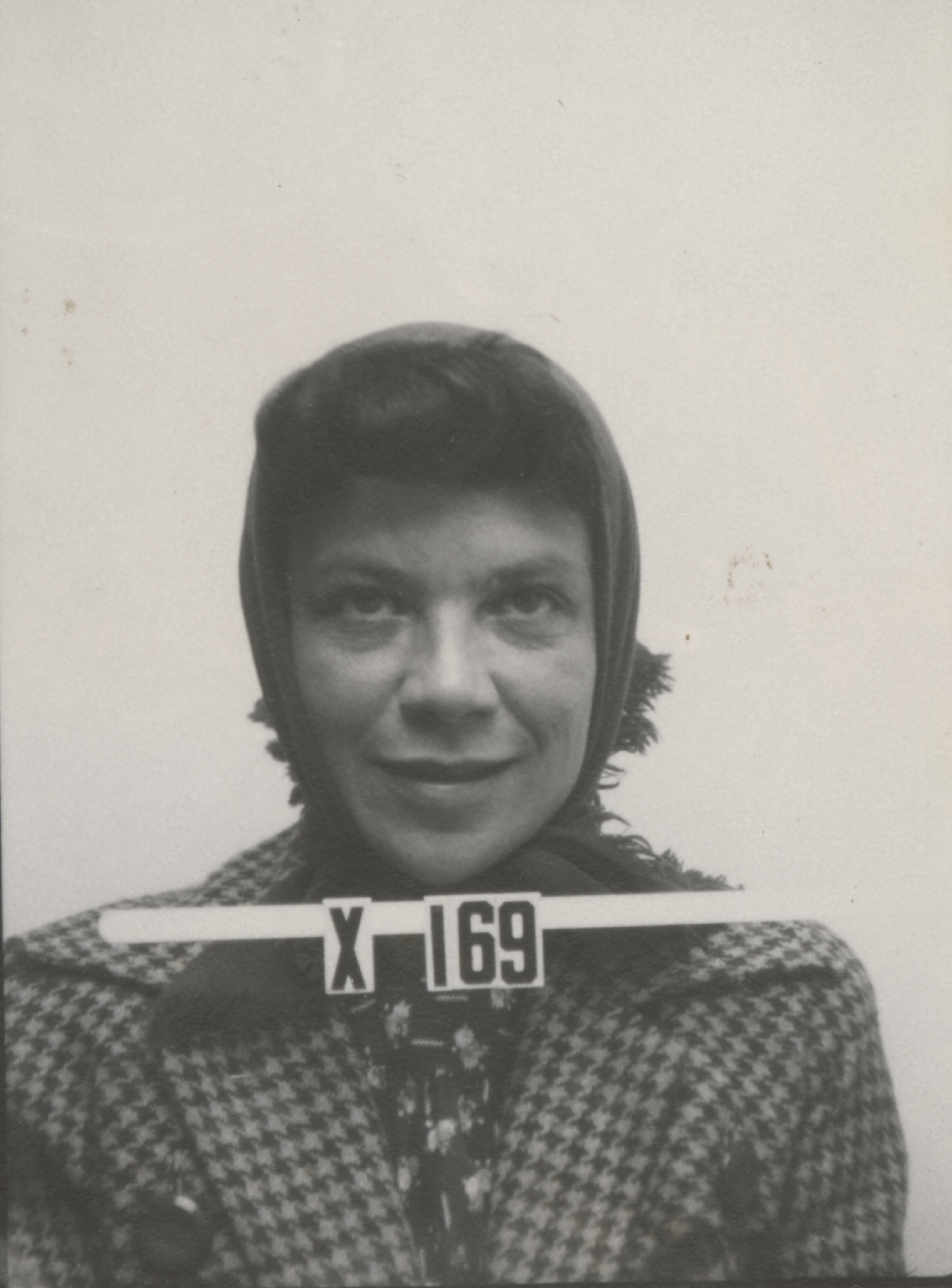
Augusta H. Teller, Foto des Los-Alamos-Dienstausweises

Augusta H. Teller (* 30. April 1909 in Nagykanizsa, Königreich Ungarn; † 4. Juni 2000 in Palo Alto, Santa Clara Valley, Kalifornien, USA) war eine ungarisch-amerikanische Mathematikerin und Informatikerin.  Sie war an der Entwicklung des Metropolis-Algorithmus beteiligt.

## Leben und Werk
Teller wurde als Auguszta Mária Harkányi als Tochter von Gabriella Maria Harkányi und dem Sozialdemokraten Ede Samuel Harkányi geboren. Nach dem Tod ihres Vaters wurden sie und ihr Bruder Ede von ihrem Stiefvater adoptiert, der ihnen ihren zweiten Nachnamen Schütz gab. 1924 traf sie Edward Teller, der ein Jugendfreund ihres Bruders war und den sie 1934 in Budapest heiratete. 1926 begann sie ein Mathematikstudium an der Universität Budapest und während der Studienzeit unterrichtete sie auch die Sommerschule an der Odenwald Schule in Deutschland. 1931 erwarb sie das Lehrerdiplom an der Universität Budapest. Anschließend studierte sie mit einem Stipendium Soziologie und Psychologie an der University of Pittsburgh und erhielt 1933 dort ihren Master-Abschluss.
Nachdem der in Russland geborene Physiker George Gamow sie eingeladen hatte, an der George Washington University zu lehren, wanderte sie 1935 mit ihrem Ehemann die Vereinigten Staaten aus. Beide wurden am 6. März 1941 amerikanische Staatsbürger.
Sie zog mit ihrem Mann von den Vororten von Virginia nach New York City, dann nach Berkeley, nach Chicago und schließlich 1943 nach der Geburt ihres ersten Sohnes nach Los Alamos, wo sie in der Berechnungsabteilung des Los Alamos Scientific Laboratory arbeitete. Innerhalb der Abteilung arbeitete sie mit anderen Frauen von Wissenschaftlern und Arbeitern von Los Alamos unter Donald Flanders, dem Gruppenleiter in der Theoretischen Abteilung unter der Leitung von Hans Bethe.  1944 starb ihr Bruder im KZ Mauthausen. 1946 wurde ihre Tochter Susan Wendy Teller in  Los Alamos geboren und sie zog mit ihrem Mann in die Gegend von Chicago, wo sie am Argonne National Laboratory an einer frühen Version des Computers arbeitete.
1951 kehrte sie nach Los Alamos zurück, wo sie mit Nicholas Metropolis, Marshall Rosenbluth, Ariana W. Rosenbluth und ihrem Mann an der ersten praktischen Anwendung des Monte-Carlo-Systems arbeitete, einem statistischen Verfahren, das von Stanisław Marcin Ulam mit Hilfe von John von Neumann entwickelt worden war.
Teller schrieb eine erste Version des MANIAC-I-Codes für den ersten Artikel, der die Monte-Carlo-Simulation der Markov-Kette vorstellte, obwohl der endgültige Code, der in der Veröffentlichung verwendet wurde, vollständig von Arianna W. Rosenbluth geschrieben wurde. Die 1953 erschienene Veröffentlichung  Equation of State Calculations by Very Fast Computing Machines von Metropolis, A. Rosenbluth und M. Rosenbluth sowie ihr und E. Teller markierte den Beginn der Anwendung der Monte-Carlo-Methode zur Lösung physikalischer Probleme. Das in dieser Veröffentlichung beschriebene Verfahren wurde später als Metropolis-Algorithmus bekannt, zweifellos der bekannteste und am weitesten verbreitete Monte-Carlo-Algorithmus, der bisher veröffentlicht wurde.

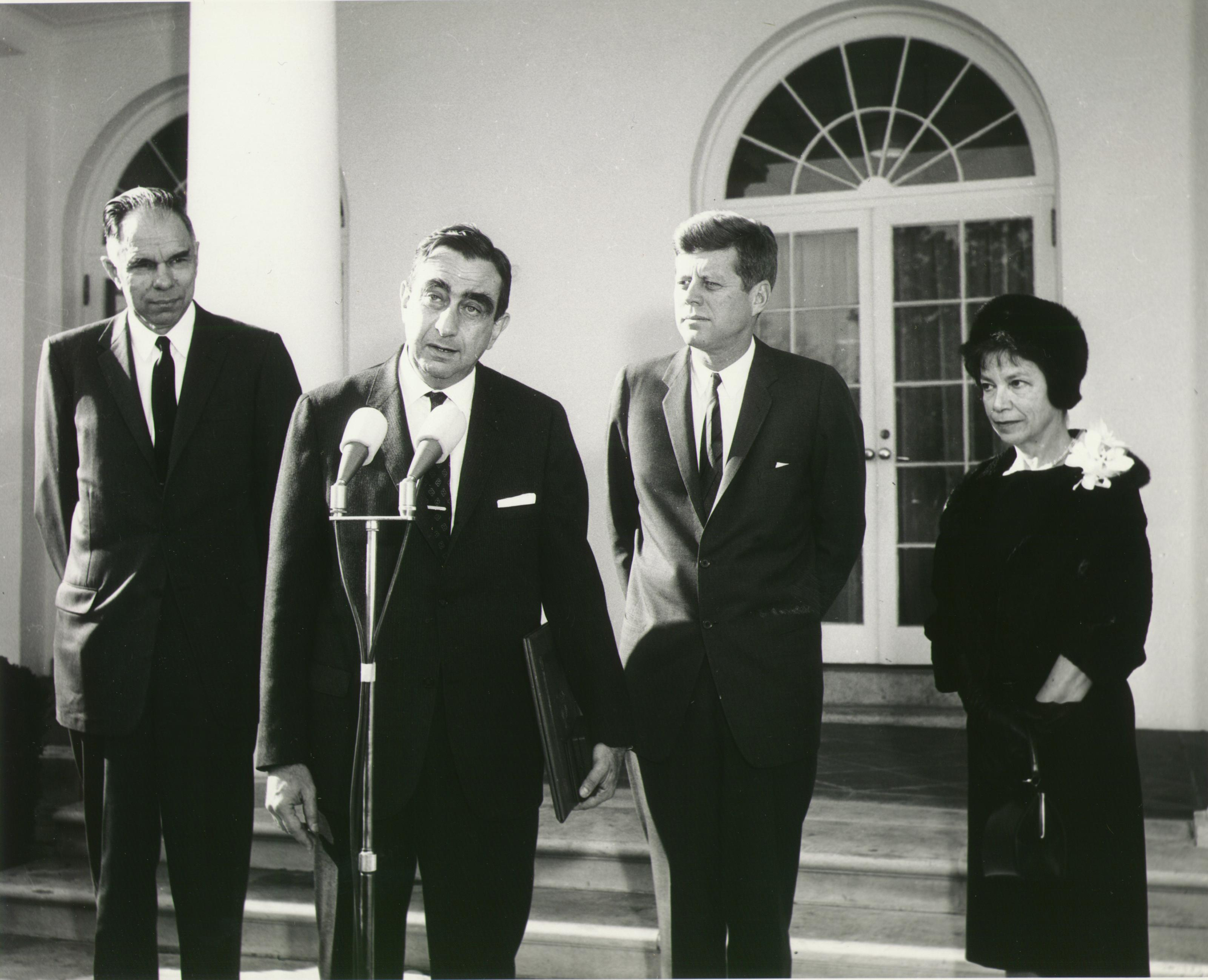
Fermi Award für E. Teller 1962. Glenn T. Seaborg, E.Teller, Präsident John F. Kennedy, A. Teller

In den späten 1950er Jahren zog sie mit ihrem Mann nach Kalifornien und gab ihre wissenschaftliche Karriere auf, um sich um ihre Familie zu kümmern. Von Ende der 1960er bis Anfang der 1970er Jahre leitete sie das Bay Area Pilot Project, ein Stipendienprogramm für Gymnasiasten, die ein Grundstudium in Naturwissenschaften und Mathematik anstrebten. Sie starb im Alter von 91 Jahren an einer Lungenkrankheit.

## Veröffentlichungen (Auswahl)
- mit N. Metropolis, A. W. Rosenbluth, M. N. Rosenbluth, M. Teller, E. Teller: Equation of State Calculations by Fast Computing Machines. Journal of Chemical Physics, 21, 1087, 1953.